# Modiolus carvalhoi
Modiolus carvalhoi is een tweekleppigensoort uit de familie van de Mytilidae. De wetenschappelijke naam van de soort is voor het eerst geldig gepubliceerd in 1966 door Klappenbach.